# Congrégation de la Résurrection de Notre-Seigneur Jésus-Christ
La congrégation de la Résurrection de Notre-Seigneur Jésus-Christ (en latin : Congregatio a Resurrectione Domini Nostri Jesu Christi) forment une congrégation cléricale de droit pontifical fondé le 17 février 1836 à Paris.

## Historique
La congrégation prend son origine à Paris, où se sont réfugiés un certain nombre de Polonais, après l'échec de l'insurrection de 1830-1831 contre l'administration russe. Bogdan Jański (pl) (1807-1840) retourne à la pratique religieuse sous l'influence du poète Adam Mickiewicz et du père Lacordaire. Il réunit Pierre Semenenko et Jérôme Kajsiewicz (pl) et tous les trois forment le noyau de l'institut.
Lorsque le Saint-Siège décide de l'ouverture d'un collège polonais pour la formation des clercs à envoyer en Pologne, pour l'enseignement et le soutien de la population catholique, Semenenko et Kajsiewicz se rendent à Rome, afin d'étudier au Collège romain. Ils sont rejoints ensuite en 1840 par Janski, mais il meurt quelques mois plus tard. Ils sont ordonnés prêtres en 1841 et ils émettent leurs vœux avec cinq autres compagnons dans les catacombes de Saint-Sébastien, le 27 mars 1842, jour de la solennité de Pâques, d'où le nom de l'institut, en l'honneur de la Résurrection du Christ. Ils obtiennent le décret de louange le 9 octobre 1860 et les constitutions religieuses de la congrégation sont définitivement approuvées le 5 mars 1902.
Il existe également une branche féminine des Sœurs de la Résurrection de Notre Seigneur Jésus-Christ fondée en 1891 par la bienheureuse Céline Chludzińska Borzęcka (1833-1913) avec l'aide du père Sememenko. Le supérieur général est le père Bernard Hylla, depuis 2011.

## Activité et diffusion

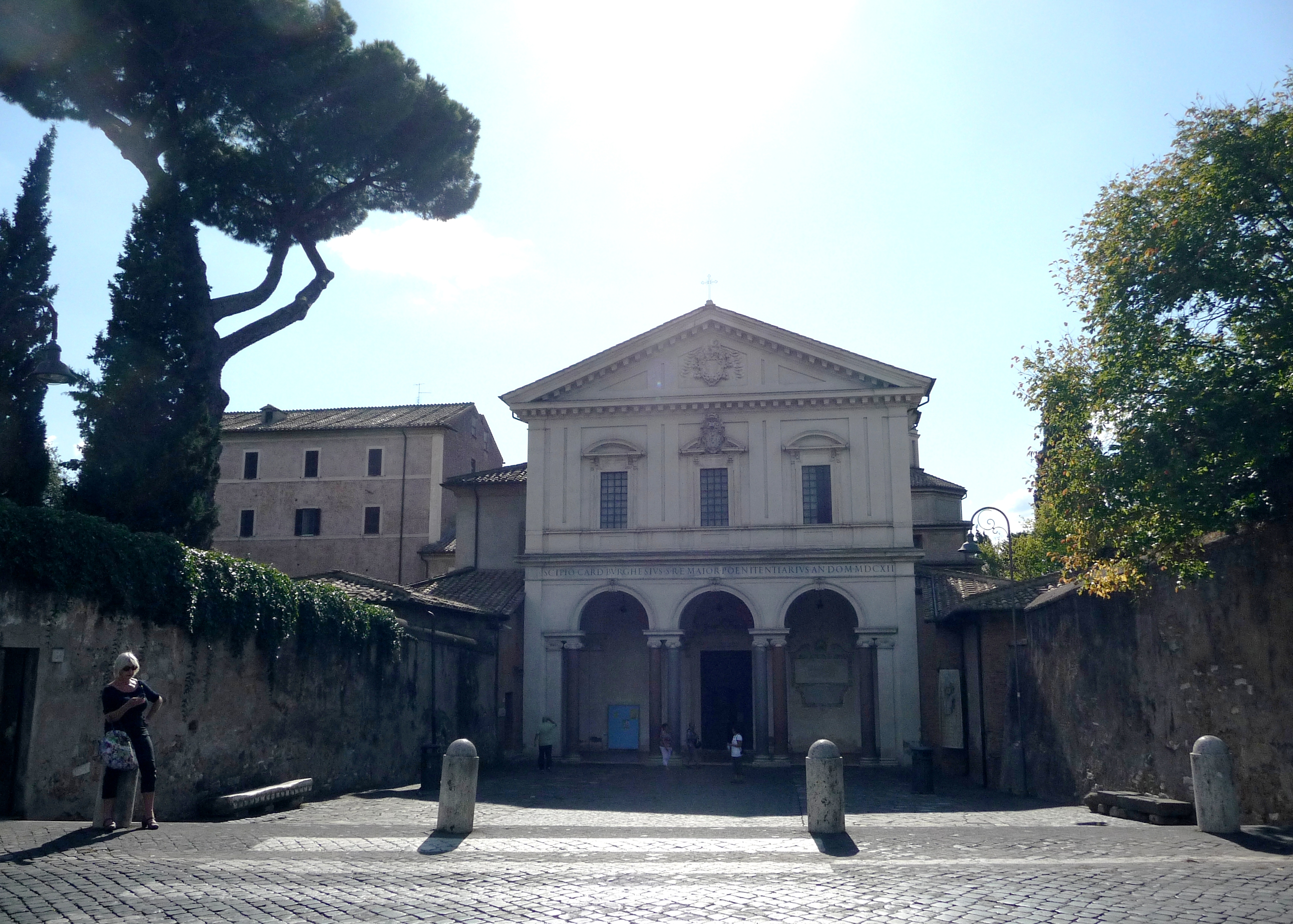
Façade de la basilique Saint-Sébastien-hors-les-Murs de Rome, où les premiers résurrectionnistes ont prononcé leurs vœux en 1842.

Les pères résurrectionnistes ont pour vocation d'assister les communautés d'émigrants polonais dans des œuvres d'éducation et d'évangélisation et par l'administration de paroisses.
Ils sont aujourd'hui présents en Allemagne, Autriche, Bulgarie, Italie, Pologne, Slovénie, au Canada, aux États-Unis, aux Bermudes et au Brésil, ainsi qu'en Australie et en Tanzanie. Leur maison généralice se trouve à Rome.
La congrégation comptait 412 religieux (dont 326 prêtres) en 2006, répartis dans cinquante-cinq maisons.

## Source
- (it) Cet article est partiellement ou en totalité issu de l’article de Wikipédia en italien intitulé « Congregazione della Resurrezione di Nostro Signore Gesù Cristo » (voir la liste des auteurs).

### Articles liés
- Église Sainte-Hedwige de Chicago
- Basilique Saint-Hyacinthe de Chicago
- Église Saint-Stanislas-Kostka de Chicago